# Merveille Bopé Bokadi
Merveille Bokadi (* 21. Mai 1996 in Kinshasa) ist ein kongolesischer Fußballspieler, der beim belgischen Erstdivisionär Standard Lüttich spielt.

## Vereine
Nachdem er bereits in den Jugendmannschaften von TP Mazembe gespielt hatte, bestritt er dort auch seine erste Profieinsätze bis Januar 2017. Dabei gewann er auch mit Mazembe die CAF Champions League 2015.
Zu diesem Zeitpunkt wurde er für ein halbes Jahr an den belgischen Verein Standard Lüttich ausgeliehen. Im Sommer 2017 entschied sich Standard, ihn dauerhaft zu verpflichten.
Infolge eines Kreuzbandrisses konnte Bokadi von Oktober 2017 bis Januar 2019 nicht spielen. Im Pokalspiel gegen Lommel SK am 26. September 2019 verletzte er sich wieder am Kreuzband. Die erwarte erneute Verletzungspause zwischen sechs Monaten und einem Jahr trat ein. Sein nächster Pflichtspiel-Einsatz erfolgte am 17. August 2020 gegen Waasland-Beveren. 
In der Saison 2020/21 bestritt Bokadi 31 von 40 möglichen Ligaspielen für Standard, bei denen er vier Tore schoss, sowie vier Pokalspiele mit einem Tor und neun Europapokal-Spiele. Erneut hatte er eine längere Verletzungspause, diesmal wegen eines Achillessehnenrisses von Ende April 2021 bis September 2021. Dennoch wurde sein Vertrag Anfang Dezember 2021 durch Standard verlängert. In der nächsten Saison waren es 19 von 34 möglichen Ligaspielen mit einem Tor und drei Pokalspiele mit ebenfalls einem Tor. In der Saison 2022/23 bestritt er 37 von 40 möglichen Ligaspielen, in denen er ein Tor schoss, sowie zwei Pokalspiele. 
In der Saison 2023/24 waren es 18 von 40 möglichen Ligaspielen, in denen er ein Tor schoss. Ab Ende Januar 2024 wurde er bis zum Saisonende nicht mehr eingesetzt. Nachdem sein Vertrag zum  Saisonende ablief, ist er ab Beginn der Saison 2024/25 ohne Verein.

## Nationalmannschaft
Sein erstes Länderspiel für den Kongo hatte Bokadi am 26. März 2016 beim Qualifikationsspiel für den Afrika-Cup gegen Angola. Beim Afrika-Cup 2017 selbst wurde er bei allen vier Spielen des Kongos bis zum Ausscheiden im Viertelfinale eingesetzt.
Nach weiteren Einsätzen in Qualifikationsspielen zum Afrika-Cup 2019 und zur Fußball-Weltmeisterschaft 2018 kam es infolge seiner Verletzung auch zu einer Länderspielpause. Am 24. März 2019 stand er wieder im Kader der Kongolesischen Nationalmannschaft.
Beim Afrika-Cup 2019 stand er in zwei von drei Gruppenspielen sowie im Achtelfinale, das im Elfmeterschießen gegen Madagaskar verloren wurde, auf dem Platz.  

## Erfolge
- Sieger CAF Champions League: 2015